# Trichoptera
Negli ecosistemi delle acque dolci, specialmente nei corpi d'acqua superficiali dell'areale paleartico, i Tricotteri (Trichoptera Kirby, 1813) sono uno degli Ordini più importanti di Insetti acquatici in quanto componenti di catene trofiche complesse e per il fatto che la loro biologia interagisce con interi comparti di organismi fluviali.
Sono insetti anfibiotici poiché, da adulti, sono aericoli, anche se volatori di scarsa abilità, mentre i loro stadi pre-immaginali sono acquatici.
Secondo R.Fitter l'ordine presenta importanti affinità con un gruppo di lepidotteri zeuglopteri, Micropterigidae
- per il tipo di nervature alari, con scarse nervature trasverse;
- per il fatto che i numerosi peli di cui sono ricoperte le ali degli adulti (da cui il nome, dal greco trikhòs "pelo" e pteròn "ala") sono strutturalmente simili alle squame che ricoprono le ali dei Lepidotteri;
- per l'evoluzione dell'apparato boccale in alcuni gruppi (adattamento alla suzione) dove i lobi esterni delle mascelle tendono ad allungarsi e ad affrontarsi per formare un tubo succhiante, come avviene anche nei Lepidotteri.

Quest'ultimo elemento, però, è contestato da alcuni lepidotterologi per i quali l'apparato boccale sarebbe un apparato masticatore regredito, con mandibole ridotte e talvolta funzionante come lambente.
Ciò nonostante, tutti gli autori sono sostanzialmente concordi nel riconoscere affinità con i Lepidotteri anche per il fatto decisivo che 
- nei Lepidotteri e nei Tricotteri il sesso eterogametico è quello femminile, mentre in tutti gli altri insetti è quello maschile.

I Tricotteri sono quasi sempre acquatici negli stadi pre-immaginali. Hanno dimensioni piccole o medie, raramente grandi, con livree di colori generalmente poco vivaci, raramente variegate o metalliche. Solo raramente presentano forme brachittere, microttere o sub-attere. Sono spesso igrofili e/o lucifughi; poche specie sono diurne. Hanno volo incerto, poco sostenuto. Generalmente volano isolati o in gruppi. Molte specie sono cavernicole (Stenophylacini) ma si tratta di troglosseni ed una sola specie (Wormaldia subterranea RAD.) è conosciuta come troglobia.
Le larve sono oligopode, anoiche o evoiche, con tegumenti in parte sclerificati ed in parte membranacei. Pupe exarate e dectiche. La caratteristica più nota dei Tricotteri è quella che le loro larve, con la sola secrezione sericea o con l'aggiunta di sabbia, pietruzze ed elementi vegetali vari, si costruiscono dei ricoveri (foderi) mobili oppure fissi dalle forme e dimensioni più svariate (lunghi da 3 mm fino a 8 cm) nei quali poi metamorfosano (o anche metamorfosano in loggette fisse costruite dalle larve per affrontare la ninfosi). Poche specie vivono libere allo stadio larvale.
Secondo Moretti le larve stenoterme e reofile dipendono direttamente dalla temperatura e dal flusso d'acqua per cui muoiono immediatamente in ambienti stagnanti mentre quelle di tipo limnofilo ed eurirtermo sono capaci di resistere a forti variazioni di questi fattori.
I Tricotteri sono conosciuti come fossili dal Trias e dal Giura. L'ordine comprende 5400 specie (330 in Italia), raggruppate in 32 generi e 19 famiglie, di cui una quindicina presenti in Europa. Un tempo erano distinti in due sottordini: Annulipalpia ed Integripalpia.
Sono insetti endopterigoti ed olometaboli, normalmente ovipari (solo Notanatolica vivipara WOOD-MASS è conosciuta come vivipara), a riproduzione anfigonica, anche se alcune entità che presentano notevole spanandrìa si suppongono partenogenetiche.

## Caratteristiche
L'esoscheletro è di consistenza modesta. Insetti di taglie diverse, adulti da 3 a 25 millimetri, per lo più di colore brunastro o comunque con colori poco vivaci, che volano di solito al crepuscolo o di notte.

Hanno il cranio libero e mobile con occhi composti di solito piccoli e possiedono anche tre piccoli ocelli.

Le ali anteriori hanno il margine posteriore ripiegato e questo, agganciandosi al margine anteriore delle ali posteriori ne stabilisce e ne mantiene l'accoppiamento. Le loro venulazioni e le ramificazioni di queste sono importanti elementi di identificazione e classificazione nell'ambito del gruppo.

Quando sono in posizione di riposo, mantengono le ali sopra il corpo in una posizione spiovente con una caratteristica forma “a tetto”.

Le antenne sono sottili e generalmente hanno la stessa lunghezza delle ali, in casi eccezionali possono essere più lunghe. In condizione di riposo vengono tenute diritte davanti al capo.

L'apparato boccale è di tipo masticatorio nelle larve, mentre muta in lambente negli individui adulti e spesso questi ultimi si nutrono poco.

I palpi boccali dei maschi sono formati da un numero di articoli variabile mentre nelle femmine, gli articoli, sono sempre cinque, quindi, questi divengono importanti elementi per la classificazione.

Le zampe sono lunghe e le tibie sono munite di speroni. Il numero di questi ultimi è un altro importante indizio di riconoscimento e classificazione.

## Riproduzione
L'accoppiamento è subito seguito dalla deposizione delle uova che, da alcune specie, viene effettuata sulla vegetazione riparia o su quella che pende sull'acqua, mentre altre specie depongono le loro uova sull'acqua o appena sotto la superficie di questa.

Le uova, deposte in filamenti o in masserelle, sono ricoperte da mucillagine che si rigonfia per imbibizione e le protegge.

### Stadio larvale

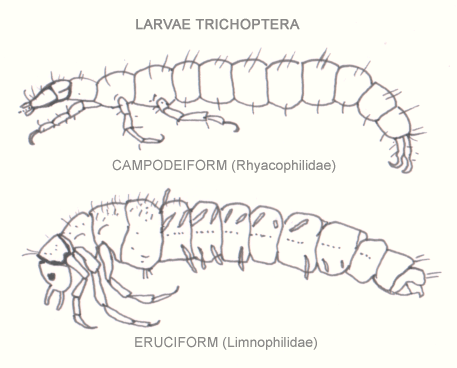
Larve di Trichoptera

La schiusa avviene dopo 2-3 settimane circa .

Gli stadi larvali sono generalmente acquatici.

Le larve sono essenzialmente onnivore e sono munite di mandibole taglienti, alcune specie possono essere carnivore. Possono essere sia di tipo eruciforme che di tipo campodeiforme. Quelle di tipo eruciforme costruiscono astucci e sono di solito vegetariane, mentre quelle di tipo campodeiforme sono predatrici e spesso non costruiscono astucci.

Tutte hanno un torace chitinizzato con zampe sviluppate mentre il ventre è carnoso e molle per cui, per proteggersi utilizzano alcuni materiali, disponibili nell'ambiente in cui vivono, per costruire un astuccio che è tenuto insieme dalla presenza di un filo appiccicoso, che producono da una ghiandola vicino alla bocca, entro cui si avvolgono. Ogni specie costruisce i propri astucci con un particolare materiale, per questo gli astucci sono indice di riconoscimento tra le specie. I materiali adoperati più spesso sono costituiti da frammenti vegetali, granelli di sabbia, frammenti di conchiglie, ecc.

Ad ogni accrescimento della larva segue un “ampliamento” dell'astuccio mediante apposizione di materiale all'estremità anteriore.

Il capo e le zampe fuoriescono dall'astuccio consentendo la deambulazione e la possibilità di ricerca del cibo, due uncini piuttosto robusti, posti all'estremità dell'addome, impediscono che la larva perda il suo involucro protettivo.

Quelle specie che non costruiscono astucci, costruiscono reti di seta che ancorano alla vegetazione; queste reti offrono riparo e protezione, ma fungendo da trappole consentono loro di procacciarsi il cibo.

### Stadio pupale
Lo stadio di pupa viene svolto nell'astuccio che, allo scopo, viene cementato su oggetti sommersi. Le larve che non costruiscono astucci, formano un pupario di sabbia entro cui costruiscono un bozzolo per l'impupamento.

La pupa ha zampe libere, antenne, ali e un paio di grandi mandibole; conserva le branchie larvali ed è completamente attiva.

### Sfarfallamento
Quando è tempo di sfarfallamento, la pupa divora la porta d'uscita con le mandibole, nuota o si trascina verso la superficie e appena emerge vola via immediatamente. Lo sfarfallamento avviene in contemporanea tra molti individui che in questo momento diventano facile preda degli uccelli e dei chirotteri.

### Ciclo vitale
Il ciclo vitale dura un anno e la maggior parte viene trascorso allo stadio larvale. Alcune specie passano il periodo invernale come pupa, l'impupamento avviene di solito in primavera e lo sfarfallamento all'inizio dell'estate.

## Distribuzione
Diffusi in tutto il mondo.

## Consistenza
Questo ordine può contare, anche se il punto di vista tassonomico dei vari autori non è sempre concorde, 5400 specie. Di queste ve ne sono almeno 363 in Italia, comprese in 32 generi distribuiti in 19 famiglie. 
- Trichoptera
  - Beraeidae
  - Brachycentridae
  - Ecnomidae
  - Glossosomatidae
  - Goeridae
  - Helicopsychidae
  - Hydropsychidae
  - Hydroptilidae
  - Lepidostomatidae
  - Leptoceridae
  - Limnephilidae
  - Odontoceridae
  - Philopotamidae
  - Phryganeidae
  - Polycentropodidae
  - Psychomyidae
  - Rhyacophilidae
  - Sericostomatidae
  - Thremmatidae